# Nandrolone
Nandrolone, còn được gọi là 19-nortestosterone, là một androgen và steroid đồng hóa (AAS) được sử dụng dưới dạng các este như nandrolone decanoate (tên thương hiệu Deca-Durabolin) và nandrolone phenylpropionate (tên thương hiệu Durabolin). Nandrolone este được sử dụng trong điều trị thiếu máu, suy mòn (hội chứng suy kiệt), loãng xương, ung thư vú, và cho những chỉ định khác.  Chúng không được sử dụng qua đường miệng và thay vào đó được tiêm bằng cơ bắp hoặc mỡ.
Tác dụng phụ của este nandrolone bao gồm các triệu chứng nam tính hóa như mụn trứng cá, tăng trưởng tóc, thay đổi giọng nói và tăng ham muốn tình dục. Chúng là androgen tổng hợp và steroid đồng hóa và do đó là chất chủ vận của thụ thể androgen (AR), mục tiêu sinh học của androgen như testosterone và dihydrotestosterone (DHT). Các este nandrolone có tác dụng đồng hóa mạnh và tác dụng androgen yếu, giúp chúng có tác dụng phụ nhẹ và làm cho chúng đặc biệt thích hợp để sử dụng cho phụ nữ và trẻ em. Chúng là các tiền chất tác dụng lâu dài của nandrolone trong cơ thể.
Các este nandrolone lần đầu tiên được mô tả và giới thiệu cho sử dụng y tế vào cuối những năm 1950. Chúng là một trong những AAS được sử dụng rộng rãi nhất trên toàn thế giới.  Ngoài việc sử dụng trong y tế, este nandrolone được sử dụng để cải thiện vóc dáng và hiệu suất, và được cho là chất AAS được sử dụng rộng rãi nhất cho các mục đích như vậy. Các loại thuốc này là các chất được kiểm soát ở nhiều quốc gia và vì vậy sử dụng chất này không với mục đích y tế nói chung là bất hợp pháp.